# Rhachiocephalus
Rhachiocephalus és un gènere de sinàpsids extints de la família dels raquiocefàlids. Visqué a Àfrica durant el Permià superior. Se n'han trobat restes fòssils a Sud-àfrica i Tanzània. Era un dels animals herbívors de mida mitjana a gran dominants del seu ecosistema, juntament amb Tropidostoma. Fou un dels dicinodonts més grossos del Permià. L'espècie R. behemoth podia assolir una llargada de fins a 2,5 m. El seu crani, per si sol, ja feia mig metre.